# Rasmus Højlund
Rasmus Winther Højlund (Copenhague, Dinamarca, 4 de febrero de 2003) es un futbolista danés del Manchester United F. C. de la Premier League.

## Trayectoria
Rasmus Hojlund se formó en el FC Copenhague. Debutó con la absoluta el 25 de octubre de 2020 (jornada 6) con el primer equipo de la Superliga en una victoria a domicilio por 1-0 contra el Aarhus GF.
El 28 de enero de 2022 fichó por el Sturm Graz, club de primera división austriaca, por 1,5 millones de euros.
El 27 de agosto de 2022 firmó con el club de la Serie A Atalanta B. C. de la Serie A en un acuerdo por un valor reportado de 17 millones de euros. El 1 de septiembre debutó con el club bergamasco en la Serie A, sustituyendo a Duván Zapata durante la cuarta jornada del campeonato ganada ante el Torino por 3-1. Marcó su primer gol con el Atalanta el 5 de septiembre en una victoria por 2-0 como visitante sobre el Monza.
Consiguió diez goles en 34 partidos en su única temporada en Italia.
El 5 de agosto de 2023, fue traspasado al Manchester United F. C. Acordó un acuerdo para fichar a Højlund del Atalanta por una tarifa inicial de £64 millones más £8 millones en complementos relacionados con el rendimiento, y el jugador acordó un contrato de cinco años con la opción de un año adicional. Hizo su debut el 3 de septiembre en un partido de la Premier League ante el Arsenal F. C. El 20 de septiembre, Højlund marcó su primer gol para el club en la derrota por 4-3 como visitante contra el Bayern de Múnich en el partido inaugural de la Liga de Campeones 2023-24.
En su primera temporada, todavía con Ten Hag como entrenador, el danés logró unas cifras impresionantes: 16 goles en 46 partidos, 38 de ellos como titular. En la temporada 2024/25, la cifra goleadora de Hojlund disminuyó, con 11 goles en 55 partidos entre todas las competiciones, a pesar de haber sido titular durante gran parte de la temporada.

## Selección nacional
El 22 de septiembre de 2022 debutó con la selección de Dinamarca en un partido de la Liga de Naciones de la UEFA 2022-23 que perdieron por dos a uno ante Croacia. En su tercer encuentro, el primero como titular, consiguió tres goles contra Finlandia.

### Participaciones en Eurocopas
| Copa          | Sede     | Resultado        | Partidos | Goles |
| ------------- | -------- | ---------------- | -------- | ----- |
| Eurocopa 2024 | Alemania | Octavos de final | 4        | 0     |

## Estadísticas

### Clubes
Actualizado al último partido disputado el 25 de mayo de 2025.
| Club                               | Div.          | Temporada     | Liga  | Liga  | Liga   | Copas nacionales | Copas nacionales | Copas nacionales | Copas internacionales | Copas internacionales | Copas internacionales | Total | Total | Total  |
| Club                               | Div.          | Temporada     | Part. | Goles | Asist. | Part.            | Goles            | Asist.           | Part.                 | Goles                 | Asist.                | Part. | Goles | Asist. |
| ---------------------------------- | ------------- | ------------- | ----- | ----- | ------ | ---------------- | ---------------- | ---------------- | --------------------- | --------------------- | --------------------- | ----- | ----- | ------ |
| F. C. Copenhague Dinamarca         | 1.ª           | 2020-21       | 4     | 0     | 0      | 1                | 0                | 0                | 0                     | 0                     | 0                     | 5     | 0     | 0      |
| F. C. Copenhague Dinamarca         | 1.ª           | 2021-22       | 15    | 0     | 0      | 1                | 0                | 0                | 11                    | 5                     | 0                     | 27    | 5     | 0      |
| F. C. Copenhague Dinamarca         | Total club    | Total club    | 19    | 0     | 0      | 2                | 0                | 0                | 11                    | 5                     | 0                     | 32    | 5     | 0      |
| SK Sturm Graz · Austria            | 1.ª           | 2021-22       | 13    | 6     | 1      | 0                | 0                | 0                | —                     | —                     | —                     | 13    | 6     | 1      |
| SK Sturm Graz · Austria            | 1.ª           | 2022-23       | 5     | 3     | 2      | 1                | 2                | 0                | 2                     | 1                     | 0                     | 8     | 6     | 2      |
| SK Sturm Graz · Austria            | Total club    | Total club    | 18    | 9     | 3      | 1                | 2                | 0                | 2                     | 1                     | 0                     | 21    | 12    | 3      |
| Atalanta B. C. · Italia            | 1.ª           | 2022-23       | 32    | 9     | 2      | 2                | 1                | 0                | —                     | —                     | —                     | 34    | 10    | 2      |
| Atalanta B. C. · Italia            | Total club    | Total club    | 32    | 9     | 2      | 2                | 1                | 0                | 0                     | 0                     | 0                     | 34    | 10    | 2      |
| Manchester United F. C. Inglaterra | 1.ª           | 2023-24       | 30    | 10    | 2      | 7                | 1                | 0                | 6                     | 5                     | 0                     | 43    | 16    | 2      |
| Manchester United F. C. Inglaterra | 1.ª           | 2024-25       | 32    | 4     | 0      | 5                | 0                | 0                | 15                    | 6                     | 2                     | 52    | 10    | 2      |
| Manchester United F. C. Inglaterra | Total club    | Total club    | 62    | 14    | 2      | 12               | 1                | 0                | 21                    | 11                    | 2                     | 95    | 26    | 4      |
| Total carrera                      | Total carrera | Total carrera | 131   | 32    | 7      | 17               | 4                | 0                | 34                    | 17                    | 2                     | 182   | 53    | 9      |

## Palmarés

### Títulos nacionales
| Título | Club                    | País       | Año     |
| ------ | ----------------------- | ---------- | ------- |
| FA Cup | Manchester United F. C. | Inglaterra | 2023-24 |

### Distinciones individuales
| Título                                          | Año  |
| ----------------------------------------------- | ---- |
| Jugador del mes de febrero de la Premier League | 2024 |